# Oswald Mosley
Sir Oswald Mosley (16. listopadu 1896 – 3. prosince 1980) byl anglický šlechtic a politik, známý zejména jako vůdce britského fašismu – Britské unie fašistů.

## Život
Oswald Mosley se narodil jako nejstarší syn 5. baroneta Oswalda Mosleyho a Katharine Maud Edwards-Heathcotové. Ze svého šlechtického původu má podle tradice jméno Oswald Mosley, 6. baronet. Po rozvodu rodičů žil se svou matkou a vystudoval Winchester College.
Za první světové války bojoval ve Francii jako voják britské kavalérie a později jako pozorovatel u bojového letectva. Když se s letadlem předváděl před svou matkou a sestrou, havaroval a byl hospitalizován. Na frontu se vrátil s nedoléčeným zraněním a právě na jeho následky bolestí omdlel během bitvy o Loos v roce 1915. Od toho momentu se už na frontu nevrátil a zbytek války strávil v kanceláři a odešel s hodností poručíka. Během služby u něj nadřízení pozorovali značnou odvahu a tvrdohlavou unáhlenost.
Po válce ve věku 21 let vstoupil do Konzervativní strany i přes minimální politickou zkušenost. V té době byl jasným odpůrcem další války a pacifistou. Po volbách byl zvolen do Dolní sněmovny a stal se jejím nejmladším členem. Ve sněmovně se projevil jako výborný řečník a jeho rostoucí popularita ovlivnila jeho sebevědomí natolik, že začal postupně vybočovat z politiky konzervativců a nakonec ze strany vystoupil a přešel k nezávislým labouristům (ILP), tedy netradičně přešel od pravice k levici.
11. května 1920 se oženil s Cynthií Curzonovou, dcerou markýze George Curzona. Mosley se svou manželkou často cestoval, mimo jiné i do Indie prostřednictvím tchána, bývalého generálního guvernéra Indie. Tam se setkal a spřátelil s Mahátmou Gándhím, o kterém mluvil jako o „indickém Svatém“.
V roce 1924 padla labouristická vláda a Mosley se rozhodl obhajovat své křeslo za okres Ladywood, Birmingham, kde shodou okolností stanul proti Nevillu Chamberlainovi. Chamberlain Mosleyho nakonec porazil o 77 hlasů. Mosley z výsledků vinil špatné počasí. V roce 1926 se však do sněmovny vrátil, když bylo jedno křeslo uvolněno.
Vypuknutí velké hospodářské krize Mosleyho ještě více radikalizovalo a začal být více ambiciózní. Od dobrých vztahů s novým premiérem Ramsay MacDonaldem si sliboval vysoký post ve vládě, byl mu však přidělen „pouze“ titul kancléře vévodství Lancaster (Lancashire). V této pozici navrhl zvýšení tarifů a znárodnění velkých podniků. Když byl tento návrh vedením zamítnut, Mosley rezignoval. Po dalších neshodách vystoupil i z Labouristické strany. Mnoho signatářů manifestu 6. prosince ho následovalo, např. Diana Mitford, společnost Strachey-Brown a několik obchodních partnerů, jako je třeba Sir William Morris. 
Jen den po rozkolu s labouristy založil novou stranu, která brzy začala vykazovat prvky Mussoliniho fašismu. Strana kandidovala ve volbách roku 1931, kde očekávala nárůst voličů jako následek krize. Volby však pro stranu skončily fiaskem, když strana získala méně než půl procenta hlasů. Směřování Mosleyho a jeho přetváření strany k jeho obrazu donutilo mnoho členů ze strany vystoupit. Fašizaci strany zpečetila Mosleyho cesta do Itálie, odkud se vrátil jako přesvědčený fašista. Mosley začal stranu okamžitě transformovat v antisemitskou nacionalistickou organizaci, která měla všechny fašistické strany a hnutí v Británii spojit pod záštitou Britské unie fašistů. Mosley také inicioval, po vzoru Mussoliniho, černokošilaté gardy, které často útočily na Židy a na komunisty. Svými výpady si však Mosley vysloužil špatnou pověst mezi běžnými obyvateli a na svou stranu získal jen nejradikálnější fašisty.

Oswald Mosley se svou ženou Dianou Mitfordovou

V roce 1933 zasáhla Mosleyho smrt manželky Cynthie, která podlehla zánětu pobřišnice. Mosley se o 3 roky později tajně oženil s Dianou Mitfordovou v Berlíně. Svatba se konala v sídle německého ministra propagandy Josepha Goebbelse a na svatbě byl přítomen i Adolf Hitler.
V letech před válkou vláda začala vyvíjet větší nátlak na radikální strany, když zakázala stranické uniformy, a Mosley se ocitl pod neustálým dohledem britské tajné služby. Bod zlomu přišel v roce 1940, kdy německá armáda vyhrála bitvu o Francii. Mosley se vrátil ke své pacifistické rétorice a vyzval vládu, aby uzavřela mír s Německem. Den po jmenování Winstona Churchilla premiérem byl Mosley internován a BUF byla zakázána. Nedlouho poté byla uvězněna i jeho manželka a ostatní prominentní fašisté.
V roce 1940 se Mosleymu narodil syn Max. Kvůli tomu i z politických důvodů se během války nijak politicky neangažoval, ač zůstal odpůrcem britsko-německé války. V roce 1943 byl Mosley propuštěn z vězení a přesunut do domácího vězení.
Po válce byl Mosley kontaktován bývalými sympatizanty a s jejich spoluprací zformoval Union Movement, která si kladla za cíl sjednocení evropských států v jeden superstát pod nacionalistickou vládou. Megalomanský plán však neměl šanci na úspěch. Po dalším neúspěchu Mosley přišel s Evropskou národní stranou (National Party of Europe), která se rovněž nesetkala s podporou. Zoufalý Oswald Mosley se tedy odstěhoval z Británie nejdříve do Irska a posléze do Paříže. V roce 1958 se vrátil, aby opět kandidoval do Dolní sněmovny za Kensington North. Zde agitoval za vyhoštění imigrantů z karibských zemí a zákaz mezirasových sňatků. Strana získala 7,6 % a získala jedno křeslo ve sněmovně. Naposledy kandidoval v roce 1966 za Shoreditch a Finsbury, kde strana získala 4,6 %. Poté Mosley odešel do důchodu a vrátil se do Francie, kde napsal autobiografii Můj život.
Oswald Mosley zemřel na následky pokročilé Parkinsonovy choroby 3. prosince 1980 v Orsay. Jeho tělo bylo zpopelněno a popel byl rozptýlen na hřbitově Père-Lachaise v Paříži.
Mimo jiné se postava Oswalda Mosleyho objevila v seriálu Peaky Blinders.